# Through Glass
Through Glass is een nummer van de Amerikaanse rockband Stone Sour uit 2006. Het is de tweede single van hun tweede studioalbum Come What(ever) May.
Het nummer had wereldwijd niet erg veel succes. In de Amerikaanse Billboard Hot 100 haalde het nummer 39, in de Nederlandse Top 40 nummer 14. Het nummer haalde nummer 98 in het Verenigd Koninkrijk en in Duitsland nummer 95. Voor de rest haalde het in geen enkel Europees land de hitlijsten.